# Regierungsbezirk Freiburg
Freiburg is een van de vier Regierungsbezirken van Baden-Württemberg in Duitsland, gelegen in het zuidwesten van het land. Het Zwarte Woud (Schwarzwald) en de Rijnvallei liggen onder andere in deze regio. Het gebied is weer onderverdeeld in drie regio's (Regionalverband) Hochrhein-Bodensee, Schwarzwald-Baar-Heuberg en Südlicher Oberrhein.
| Landkreise | kreisfreie Städte       |
| --- | ----------------------- |
| 1. Breisgau-Hochschwarzwald 2. Emmendingen 3. Konstanz 4. Lörrach 5. Ortenaukreis 6. Rottweil 7. Schwarzwald-Baar-Kreis 8. Tuttlingen 9. Waldshut | 1. Freiburg im Breisgau |

## Inwonersaantallen
| Datum            | Inwoneraantal | Datum            | Inwoneraantal |
| ---------------- | ------------- | ---------------- | ------------- |
| 31 december 1973 | 1.863.465     | 31 december 1990 | 1.977.857     |
| 31 december 1975 | 1.852.477     | 31 december 1995 | 2.087.042     |
| 31 december 1980 | 1.865.282     | 31 december 2000 | 2.137.625     |
| 31 december 1985 | 1.880.475     | 31 december 2005 | 2.190.727     |
| 27 mei 1987      | 1.869.032     | 31 maart 2006    | 2.190.438     |

Freiburg · Karlsruhe · Stuttgart · Tübingen